# Mochov
Mochov är en ort i Tjeckien.   Den ligger i distriktet Okres Praha-Východ och regionen Mellersta Böhmen, i den centrala delen av landet, 27 km öster om huvudstaden Prag. Mochov ligger 195 meter över havet och antalet invånare är 882.
Terrängen runt Mochov är platt. Runt Mochov är det ganska tätbefolkat, med 239 invånare per kvadratkilometer. Närmaste större samhälle är Čelákovice, 3,8 km nordväst om Mochov. Trakten runt Mochov består till största delen av jordbruksmark.